# Петерсхаген
Петерсхаген (нем. Petershagen) — город в Германии, в земле Северный Рейн-Вестфалия.
Подчинён административному округу Детмольд. Входит в состав района Минден-Люббекке. Население составляет 25 750 человек (на 31 декабря 2010 года). Занимает площадь 212 км². Официальный код — 05 7 70 028.
Город подразделяется на 29 городских районов, вернее деревень (Бирде, Буххольц, Дёрен, Эльдагзен, Фридевальде, Фрилле, Горспен-Фальзен, Гросенхерзе, Хэферн, Хаймзен, Ильзе, Ильзерхайде, Ильвезе, Йёссен, Ладе, Мааслинген, Меслинген, Нойенкникк, Офенштэдт, Петерсхаген (старый город), Кветцен, Радерхорст, Розенхаген, Шлюссельбург, Зеленфельд, Зюдфельде, Вассерштрасе, Витерсхайм, Виндхайм).

## Известные персоналии
В Петерсхагене родились:
- Август Фик (1833—1916) — немецкий филолог;
- Иоганн Фридрих Вильгельм Гербст (1743—1807) — немецкий натуралист и энтомолог.